# Paraglenurus littoralis
Paraglenurus littoralis is een insect uit de familie van de mierenleeuwen (Myrmeleontidae), die tot de orde netvleugeligen (Neuroptera) behoort. 
Paraglenurus littoralis is voor het eerst wetenschappelijk beschreven door Miller & Stange in Miller et al. in 1999.